# Koggala
Koggala ligt in het zuiden van Sri Lanka, 130 km van Colombo. De plaats ligt 8 km van de provinciehoofdstad Galle en is een bekende toeristische bestemming in de zuidelijke kuststreek. Koggala heeft een luchthaven met verbinding naar Colombo.
Een deel van het dorp ligt in de jungle bij het brakwatermeer van Koggala. Ook ligt er een deel langs de weg en het strand. In 2004 werd ook Koggala zwaar getroffen door de tsunami.
Er zijn verschillende boeddhistische tempels. Een oude tempel op een heuvel langs de spoorlijn met prachtige Boeddhabeelden, fresco's en wandschilderingen is het "Weeduwa Buddhist Monastery".
Na de tsunami werden veel toeristen uit het nabijgelegen Koggala Beach Hotel hier opgevangen.
Ook is er het Somawathi Holland House of Hope: een weeshuis voor kinderen van wie een of beide ouders door de tsunami van 26 december 2004 om het leven kwamen. Het werd opgericht door de Nederlandse Marja van Leeuwen. Er is op het terrein een ziekenhuis, een apotheek en tandartspraktijk.
De streek rond Koggala is onder andere bekend van de vissers die met puntige stokken vissen vangen terwijl ze op een hoge paal boven het zeewater hangen, een klein eindje uit de kust. Deze werkwijze ontstond halverwege de twintigste eeuw. Door verminderde opbrengsten hebben veel paalvissers dit beroep opgegeven, maar in Koggala laten verschillende (voormalige) vissers tegen betaling de techniek zien aan toeristen.
Verder is er een zeeschildpaddenopvang. 